# Д'юї-Біч (Делавер)
Д'юї-Біч (англ. Dewey Beach) — місто (англ. town) в окрузі Сассекс штату Делавер США. Населення — 353 особи (2020).

## Географія
Д'юї-Біч розташований за координатами 38°41′45″ пн. ш. 75°4′31″ зх. д. / 38.69583° пн. ш. 75.07528° зх. д. (38.695786, -75.075198).  За даними Бюро перепису населення США в 2010 році місто мало площу 0,85 км², уся площа — суходіл.

### Клімат
| Клімат : Д'юї-Біч            | Клімат : Д'юї-Біч | Клімат : Д'юї-Біч | Клімат : Д'юї-Біч | Клімат : Д'юї-Біч | Клімат : Д'юї-Біч | Клімат : Д'юї-Біч | Клімат : Д'юї-Біч | Клімат : Д'юї-Біч | Клімат : Д'юї-Біч | Клімат : Д'юї-Біч | Клімат : Д'юї-Біч | Клімат : Д'юї-Біч | Клімат : Д'юї-Біч |
| Показник                     | Січ.              | Лют.              | Бер.              | Квіт.             | Трав.             | Черв.             | Лип.              | Серп.             | Вер.              | Жовт.             | Лист.             | Груд.             | Рік               |
| Абсолютний максимум, °C      | 25,6              | 30,0              | 31,7              | 33,3              | 36,1              | 38,9              | 38,3              | 38,3              | 36,7              | 33,3              | 31,1              | 25,0              | 38,9              |
| Середній максимум, °C        | 7,2               | 8,9               | 12,8              | 18,3              | 23,3              | 28,3              | 30,6              | 29,4              | 26,1              | 20,6              | 15,0              | 9,4               | 19,2              |
| Середній мінімум, °C         | −1,1              | −0,6              | 2,8               | 7,8               | 12,8              | 18,3              | 21,1              | 20,6              | 17,2              | 11,1              | 6,1               | 1,1               | 9,8               |
| Абсолютний мінімум, °C       | −23,9             | −17,8             | −12,8             | −7,8              | 0,0               | 4,4               | 8,3               | 8,3               | 2,8               | −3,3              | −8,9              | −17,8             | −23,9             |
| Норма опадів, мм             | 92                | 82                | 112               | 91                | 94                | 86                | 121               | 120               | 103               | 100               | 93                | 98                | 1192              |
| ---------------------------- | ----------------- | ----------------- | ----------------- | ----------------- | ----------------- | ----------------- | ----------------- | ----------------- | ----------------- | ----------------- | ----------------- | ----------------- | ----------------- |
| Джерело: The Weather Channel |                   |                   |                   |                   |                   |                   |                   |                   |                   |                   |                   |                   |                   |

## Демографія
Згідно з переписом 2010 року, у місті мешкала 341 особа в 180 домогосподарствах у складі 89 родин. Густота населення становила 401 особа/км².  Було 1490 помешкань (1754/км²).
Расовий склад населення:
| - 92,1 % — білих - 2,6 % — чорних або афроамериканців - 0,6 % — вихідців з тихоокеанських островів - 0,3 % — корінних американців - 0,3 % — азіатів - 2,9 % — осіб інших рас |

До двох чи більше рас належало 1,2 %. Частка іспаномовних становила 5,9 % від усіх жителів.
За віковим діапазоном населення розподілялося таким чином: 11,4 % — особи молодші 18 років, 61,3 % — особи у віці 18—64 років, 27,3 % — особи у віці 65 років та старші. Медіана віку мешканця становила 53,9 року. На 100 осіб жіночої статі у місті припадало 91,6 чоловіків;  на 100 жінок у віці від 18 років та старших — 97,4 чоловіків також старших 18 років.
Середній дохід на одне домашнє господарство  становив 81 132 долари США (медіана — 66 875), а середній дохід на одну сім'ю — 104 378 доларів (медіана — 84 500). За межею бідності перебувало 12,0 % осіб, у тому числі 26,7 % дітей у віці до 18 років та 11,7 % осіб у віці 65 років та старших.
Цивільне працевлаштоване населення становило 119 осіб. Основні галузі зайнятості: мистецтво, розваги та відпочинок — 33,6 %, освіта, охорона здоров'я та соціальна допомога — 11,8 %, роздрібна торгівля — 10,9 %, публічна адміністрація — 10,9 %.